# درختی در بروکلین می‌روید
درختی در بروکلین می‌روید (انگلیسی: A Tree Grows in Brooklyn) فیلمی در ژانر درام به کارگردانی الیا کازان است که در سال ۱۹۴۵ منتشر شد.

## خلاصه فیلم
در اوایل قرن بیستم، یک خانواده فقیر ایرلندی در بروکلین نیویورک زندگی سختی را می‌گذرانند. پدر، پیشخدمتی دائم‌الخمر اما مهربان و همسرش، زنی مؤمن و مذهبی است. دختر آنان نیز پیوسته تلاش می‌کند تا به آینده بهتری دست یابد…

## بازیگران
- دوروتی مک‌گوایر
- پگی ان گارنر
- جون بلوندل
- جیمز دان
- لوید نولان
- جیمز گلیسون
- جان الکساندر
- روت نلسون
- پل وایگل